# ごごらくワイド
『ごごらくワイド』とは、大分放送（OBS）で2007年10月1日から2014年9月26日まで平日14:00 - 16:40に放送されていたラジオ番組である。

## 概要
OBSラジオの平日午後のワイド番組はこれまで、「ちょるちょるワイド」が11:00 - 15:50にかけて放送されてきたが、2007年10月改編で「ちょるちょる」に代わって開始されたのが当番組である。同日には「朝感ラジオ」「リフレッシュ@」も放送を開始している。
「ちょるちょる」に引き続き、水曜はIBC岩手放送と共同制作する「大分・岩手ホットライン」を放送していた。
番組は7年間続き、2014年9月26日に放送を終了した。9月29日以降、「ごごらく」を放送していた時間帯のほとんどは後継番組「BINGO」に充てられ、各コーナーの多くも引き継がれている。

## 放送時間
- 月～金曜 14:00 - 16:40（JST、160分）

特別番組が編成される日を除き、一貫してこの時間で放送されていた。

## パーソナリティ

### 最終週時点
- （月・火）三重野勝己・安波利恵
- （水）   吉田諭司・安波利恵
- （木・金 ）小田崇之・海原みどり

### 過去のパーソナリティー
- 小野亜希子
- いけうちしん
- 石川正史
- 舘原美幸

この他、代理で他のOBSアナウンサーが出演するケースもあった。また、番組内でのOBSニュースに対応するため、最低1人は必ずアナウンサーが出演していた。

## タイムテーブル
2014年9月時点。なお、ラジオショッピングについてはタイムテーブルとは異なる時間に挿入されたり、タイムテーブル通りに放送されないこともあった。
- 14:00 - オープニング、FAX・メールテーマ発表
- 14:20 - おしゃべりBOX（曜日別コーナー）
  - 月曜 - 三重野勝己のスイーツOYAZI（県内の人気スイーツ紹介）
  - 火曜 - 県内のスポーツ情報
  - 水～金曜 - 県内の催し物情報
- 14:40 - 曜日別コーナー
  - 月曜 - チャレンジトゥーザフューチャー
  - 火曜 - 衛藤賢史先生のシネマ教室
  - 水曜 - 大分・岩手ホットライン
  - 木曜 - 韓国なう
  - 金曜 - いい釣り情報
- 14:50
  - 木曜 - e情報
  - 金曜 - 味な店グルメ散歩
- 14:55 - OBSニュース
- 15:00
  - 隔週木曜 - 大分空港インフォメーション
- 15:10
  - 火～金曜 - 大分合同新聞取材メモ（年末年始は代替としてOBSニュースに差し替え）
- 15:25 - ラジオショッピング
- 15:30
  - 月～木曜 - トピッカーHOT情報
  - 金曜 - トヨタ街角ステーション
- 15:40
  - 金曜 - OBSラジオショッピング
- 15:50 - こちら110番・119番
- 15:55 - OBSニュース
- 16:00
  - 木曜 - ますますタイム（トキハからの最新情報）
- 16:20 - 天気情報
- 16:25 - ラジオショッピング
- 16:35 - エンディング

その他、随時FAX・メールの紹介、楽曲紹介が行われた。

## その他
- メッセージテーマは月～木曜が日替わり、金曜がフリーテーマとなっていた。
- 本編20分前の14:40 - 14:50に、「お天気なあに?」という事実上のプレ番組が放送されていた。日本気象協会の担当者が今後の天気や気象に関する各種情報を伝えるものであった。ナビゲーターは当日担当の女性パーソナリティ。

| 大分放送（OBSラジオ） 平日午後のワイド番組 | 大分放送（OBSラジオ） 平日午後のワイド番組 | 大分放送（OBSラジオ） 平日午後のワイド番組 |
| 前番組                                     | 番組名                                     | 次番組                                     |
| ------------------------------------------ | ------------------------------------------ | ------------------------------------------ |
| ちょるちょるワイド （11:00 - 15:50）       | ごごらくワイド                             | BINGO （13:00 - 16:20）                    |

| スタブアイコン | サブスタブ | この項目は、まだ閲覧者の調べものの参照としては役立たない、ラジオ番組に関連した書きかけの項目です。この項目を加筆・訂正などしてくださる協力者を求めています（P:ラジオ/PJ:放送番組）。 |